# کوکو (فیلم ۲۰۱۴)
«کوکو» (انگلیسی: Cuckoo) یک فیلم سینمایی هندی محصول سال ۲۰۱۴ از سینمای تامیلی هند در ژانر درام رمانتیک به نویسندگی و کارگردانی راجو موروگان و با بازی دینش و مالاویکا نِیر در نقش زوجی که مشکل بینایی دارند است.

## داستان
تامیژ که مرد جوان نابینایی است و در یک گروه سرگرمی به عنوان خواننده کار می‌کند، در یک مراسم ازدواج که مشغول خوانندگی است با زن جوان نابینایی به نام سودانتیراکودی که برای معلم شدن تحصیل می‌کند آشنا می‌شود…